# Bataille navale de Lillo
 (signalé en mai 2025).
Si vous disposez d'ouvrages ou d'articles de référence ou si vous connaissez des sites web de qualité traitant du thème abordé ici, merci de compléter l'article en donnant les références utiles à sa vérifiabilité et en les liant à la section « Notes et références ».
- Archive Wikiwix
- Bing
- Cairn
- DuckDuckGo
- E. Universalis
- Gallica
- Google
- G. Books
- G. News
- G. Scholar
- Persée
- Qwant
- (zh) Baidu
- (ru) Yandex
- (wd) trouver des œuvres sur Wikidata

Guerre de Quatre-Vingts Ans
Batailles
- Chronologie de la guerre de Quatre-Vingts Ans
- Valenciennes
- Austruweel
- Rheindalen
- Heiligerlee
- Jemmingen
- Jodoigne
- Brielle
- 1er Flessingue
- Malines
- Goes
- Mons
- Haarlem
- 2e Flessingue
- Borsele
- Zuiderzee
- Alkmaar
- Leyde
- Reimerswaal
- Mook
- Lillo
- Zierikzee
- 1er Anvers
- 1er Bréda
- Gembloux
- Rijmenam
- 1er Deventer
- Maastricht
- 2e Bréda
- Açores
- 2e Anvers
- 3e Anvers
- Boksum
- Zutphen
- 1er Berg-op-Zoom
- Gravelines
- 3e Bréda
- 2e Deventer
- Groningue
- Huy
- 1er Groenlo1
- 2e Groenlo
- Turnhout
- Nieuport
- Ostende
- L'Écluse
- 3e Groenlo
- Saint-Vincent
- Gibraltar
- Saint-Vincent (1621)
- 2e Berg-op-Zoom
- 4e Bréda
- 4e Groenlo
- Matanzas
- Bois-le-Duc
- Abrolhos
- Slaak
- Maastricht
- 5e Bréda
- Cabañas
- Calloo
- Les Downs
- Saint-Vincent (1641)
- Hulst
- Cavite

La bataille navale de Lillo ou d'Anvers, qui eut lieu le 30 mai 1574, près de l’estuaire de l’Escaut, en face de la localité actuelle de Lillo-Fort, est à situer dans le cadre de la guerre de Quatre-Vingts Ans. Après leur funeste défaite à la bataille de Mookerheide (non loin de Nimègue, Pays-Bas), les rebelles hollandais réalisèrent ici un étonnant coup d’audace, réussissant, en profitant de l’effet de surprise, à annihiler une moitié des vaisseaux d’une flottille espagnole stationnée à Lillo et à s’emparer de l’autre moitié, soit une dizaine de bâtiments, dont deux de grande taille. Cet événement, qui fut davantage qu’une simple péripétie du conflit, ne resta pas sans incidence sur la suite du conflit.

## Contexte
Si les Espagnols avaient été défaits par les gueux de mer le 29 janvier 1574 lors de la bataille de Reimerswaal (Zélande, rive droite de l’estuaire de l’Escaut), Requesens avait remporté en avril 1574 à Mook, dans le sud-est des Pays-Bas actuels, une victoire sur les troupes de la sédition. Dès lors, seules la Hollande et la Zélande étaient encore aux mains des rebelles. 
De plus, le fils du duc d’Albe, Don Frederik, avait mis le siège devant la ville de Leyde, après qu’il se fut emparé de Haarlem. Leyde tombée aux mains des Espagnols, c’en serait fait de la rébellion. Guillaume d’Orange donna donc l’ordre de pratiquer des brèches dans les digues, et Boisot, le commandant des gueux, conçut et exécuta un coup de force audacieux.

## Prélude
Après la défaite de Reimerswaal, Requesens décida de garder au port le restant de sa flotte, sous le commandement d’Adolf van Haemstede, jusqu’à la fusion de celle-ci avec une grande expédition (comprenant quelque 200 vaisseaux), qui était à ce moment en cours de construction en Biscaye, et dont le but était d’arracher aux rebelles la maîtrise des mers. Cependant, une mutinerie survenue dans les troupes espagnoles stationnées près d’Anvers, en raison de soldes non payées, mutinerie que Requesens ne parvint pas tout d’abord à réprimer, le contraignit à déplacer sa flotte plus en aval, et à amarrer ses navires entre les forts de Lillo et de Liefkenshoek. Les gueux de mer zélandais, renseignés sur ces mouvements, envoyèrent en reconnaissance Evert Hendrikz, lequel ramena en triomphe deux vaisseaux de garde espagnols.

## La bataille
Le jour de la Pentecôte, les gueux de mer, emmenés par Louis de Boisot, embarqués dans une flotte de 64 vaisseaux légers, se dirigent vers les navires espagnols stationnés devant Lillo. Le commandant espagnol, le vice-amiral Adolf van Haemstede, crut qu’il s’agissait de renforts dépêchés d’Espagne et ne put battre en retraite à temps. Il fut fait prisonnier, tandis qu’une dizaine de navires furent capturés, dont le navire-amiral. Quelque 1 200 soldats espagnols périrent dans la bataille.
Les navires capturés furent incorporés à la flotte zélandaise.
Le grand dessein de mise sur pied d’une importante flotte fut bientôt abandonné par l’Espagne, par manque de fonds.